# زندان مرکزی بنگلور
زندان مرکزی بنگلور (انگلیسی: Central Prison, Bangalore) (که همچنین به نام زندان مرکزی پرپانا اگراهرا نامیده می‌شود) بزرگ‌ترین زندان در ایالت کرناتکه هند است. این زندان که در سال ۱۹۹۷ تأسیس گردید، هنگامی که در سال ۲۰۰۰ زندان قدیمی به خاطر نوسازی و تبدیل شدن به پارک آزادی تعطیل گشت، به زندان مرکزی بنگلور مبدل شد.
در ماه ژوئیه ۲۰۲۳ این زندان دارای مساحتی بالغ بر ۴۰ جریب فرنگی بود، با وجود اینکه ظرفیت آن تنها ۲۵۰۰ نفر است ولی با داشتن بیش از ۵۰۰۰ زندانی، شلوغ‌ترین زندان در کرناتکه می‌باشد.